# Alvare XII du Kongo
Alvare  XII du Kongo  (D. Alvaro XII en portugais) et en Kikongo Ndo Luvwalu XII Ne Mpanzu Nimi)   manikongo du royaume du Kongo à partir de 1787 jusqu'avant 1793.
Après la disparation soudaine, peut-être à la suite d'un empoisonnement, du roi Alphonse V du Kongo il semble qu'Alvare XII issu de la faction des Kinlaza du sud s'empare du trône avec l'accord des Água Rosada. Il est couronné le 22 juin 1787  Il disparaît lui-même avant 1793 mort ou chassé du pouvoir par un compétiteur et ses successeurs sont liés à différents Kanda sans ordre de succession particulier.

## Source
- (en) John K. Thorton, « Mbanza Kongo/Sao Salvador :  Kongo's Holy City », dans David M. Anderson et Richard Rathbone (éd.), Africa's Urban Past, Oxford, James Currey, Portsmouth, Heinemann, 2000  (ISBN 978-0-325-00221-7), pp. 73-78.